# Нікарагуанське нагір'я
Нікарагуанське нагір'я — центральна гірська область Нікарагуа.
Являє собою складну систему складчасто-скидових хребтів, орієнтованих в широтному напрямі; на південному заході вони перекриті чохлом вулканічного відкладення. Висота гір на південному заході становить бл. 1500 м над р.м. і поступово знижується до 600 м на схід. Численні піки підносяться над рівнем хребтів, досягаючи 2400 м. Східна частина області розчленована глибоко розрізаними долинами річок, які течуть на схід. У нижній течії річки мають широкі долини з плоским дном і течуть у бік Карибського моря.